# Shivaji II
Shivaji II (9 juin 1696 – 4 mars 1726) est le quatrième chhatrapati de l'Empire marathe.
Il monte sur le trône à la mort de son père Rajaram, en 1700. En raison de son jeune âge, sa mère Tarabai assure la régence. En 1707, son cousin Shahu, jusqu'alors captif des Moghols, le chasse du pouvoir. Tarabai et son fils s'installent alors à Kolhapur. Shivaji II devient ainsi le premier radjah de l'État de Kolhapur, de 1710 à 1714. Cette année-là, il est déposé par sa belle-mère Rajasbai, qui place son propre fils Sambhaji II sur le trône.